# E-Learning
Unter E-Learning oder Electronic Learning (englisch electronic learning „elektronisch unterstütztes Lernen“, wörtlich: „elektronisches Lernen“), auch als E-Lernen bezeichnet, werden – nach einer Definition von Michael Kerres – alle Formen von Lernen verstanden, bei denen elektronische oder digitale Medien für die Präsentation und Distribution von Lernmaterialien und/oder zur Unterstützung zwischenmenschlicher Kommunikation zum Einsatz kommen.
E-Learning deckt insbesondere auch folgende Bereiche ab: Online-Lernen (Onlinelernen), Telelernen, multimediales Lernen, computergestütztes Lernen, Computer-based Training, Open and Distance-Learning und Computer-Supported-Collaborative-Learning (kurz CSCL).

## Geschichte
Die wahrscheinlich erste Lernmaschine wurde 1588 vom italienischen Ingenieur Agostino Ramelli entwickelt, als er für den König von Frankreich ein Leserad erfand. Durch dieses Leserad wurde das Zurückgreifen auf verschiedene Literaturquellen ohne Hin- und Herlaufen ermöglicht.
1866 meldete der New Yorker Webstuhlentwickler Halcyon Skinner ein erstes US-Patent auf eine Maschine an, mit der sich Rechtschreibung üben ließ. Bis 1936 wurden 700 weitere Patentanträge für vergleichbare „Übungsmaschinen“ bestätigt.
1938 entwickelten B. F. Skinner und James G. Holland lineare Lernprogramme nach dem Gesetz der operanten Konditionierung (Skinner-Holland’sches Lernprogramm). Demnach wurde den Lernenden der Lehrstoff in kleinen Schritten (Frames) präsentiert, jeweils gefolgt von Fragen.
1959 erfand Norman Crowder die verzweigten Lernprogramme, bei denen eine fehlerabhängige Darbietung des Lehrinhaltes ermöglicht wurde. Dadurch konnte der Lernprozess individualisiert werden.
In Deutschland wurden seit 1964 Lehrmaschinen entwickelt, jedoch weder nach Vorstellungen von Skinner/Holland noch nach denen von Crowder. Die Lernprogramme, die in Deutschland entwickelt wurden, dienten der Gruppenschulung. Beispiele für solche Lehrautomaten sind der Geromat III, bei dem drei Lernende die richtige Antwort angeben mussten, um im Lernstoff vorwärtszukommen, und das Lernprogramm „Bakkalaureus“ (Helmar Frank, Pädagogische Hochschule Berlin). An diesem Programm konnten bis zu 64 Personen gleichzeitig lernen, es waren Verzweigungen möglich und drei verschiedene Schwierigkeitsstufen einstellbar.
Im Jahre 1971 startete die NSF (National Science Foundation) in den USA zwei Großprojekte mit dem Ziel, die Effizienz von computergestützter Instruktion für den Unterricht zu beweisen. Zum einen handelte es sich dabei um das Projekt TICCIT (englisch Time-shared, Interactive, Computer-Controlled Information Television) und zum anderen um das Projekt PLATO (englisch: Programmed Logic for Automated Teaching Operations). Als Fazit dieser beiden Untersuchungen konnte die NSF den computerunterstützten Unterricht als wirksames Hilfsmittel bestätigen.
Anfang der 1970er-Jahre gab es eine Reihe von Forschungs- und Entwicklungsprojekten zum computergestützten Unterricht. Neben dem Einsatz an Schulen entwickelte sich ein weiterer Schwerpunkt: die betriebliche Aus- und Weiterbildung. So wurden beispielsweise interaktive Videos zum Verhaltenstraining für Vertriebsmitarbeiter eingesetzt. 1978 entwickelte die Agentur M.I.T. zusammen mit ihrem Kunden Hertie eines der ersten Computer Based Trainings (CBT) und die dazu passende Hardware „Videomit 2000“. Seit Anfang der 1990er-Jahre wurden die Planspiele unter Forschungsaspekten bedeutsam.
Alfons Rissberger hat im Kultusministerium Rheinland-Pfalz bereits 1986 den BLK-Modellversuch TOAM als ersten E-Learning-Schulversuch in Europa zur wissenschaftlich begleiteten Erprobung computerunterstützter Lernsysteme im Fach Mathematik an allen berufs- und allgemeinbildenden Schularten inklusive Grundschulen initiiert. Im Jahr 1995 wurde in der Frankfurter Allgemeinen Zeitung (FAZ) eine Ausarbeitung von Rissberger und Günter Serfas, dem Schulleiter des Gauß-Gymnasiums Worms, veröffentlicht, wo sich beide fiktiv mit der Zukunft des E-Learnings beschäftigten. Die dort aufgezeigten Vorstellungen sind heute schon in vielen Schulen zur Tatsache geworden.
Seit Ende der 1990er-Jahre erfuhr das E-Learning durch die Verbreitung des Internets einen starken Aufschwung. Der Begriff „E-Learning“ hat sich seit Mitte der 1990er-Jahre etabliert. Das Bundesministerium für Bildung und Forschung hat seitdem einige Initiativen ins Leben gerufen. Dazu gehören zum Beispiel die Initiativen „Schulen ans Netz“ (zum Ende des Jahres 2012 eingestellt), „Neue Medien in der Bildung“ und „Notebook-University“.
Einen Ausblick in die Zukunft des E-Learning bieten Forschungsprogramme, die Innovationsentwicklung und Innovationstransfer in den Mittelpunkt stellen.
- Das Bundesministerium für Bildung und Forschung fördert mit mehreren Millionen EUR den Einsatz von „Digitalen Medien in der Beruflichen Bildung“.[6] Gegenstand solcher Forschungsvorhaben sind u. a. die Entwicklung, Erprobung und Evaluation neuartiger mobiler Lernangebote in der betrieblichen Aus- und Weiterbildung innerhalb von Forschungsverbünden, bestehend aus Universitäten, Unternehmen, Schulen und Verbänden.[7] Somit werden aktuelle technische Entwicklungen mit aktuellen und zukünftigen gesellschaftlichen sowie bildungspolitisch erkannten Herausforderungen verknüpft.
- Die Europäische Kommission fördert mit ADAM (Leonardo da Vinci-Programm) E-Learning-Ansätze die auf Life Long Learning (lebenslanges Lernen) zielen,[8] welches sich u. a. in der Entwicklung beruflicher Handlungskompetenz via E-Learning ausdrücken kann.[9]

## Begriffsbestimmung
Unter E-Learning versteht man die Unterstützung von Lehr-/Lernprozessen durch digitale Medien oder Werkzeuge. Neben dem Ausdruck E-Learning existieren verschiedenste andere Ausdrücke, wie des computerbasierten Lernens, Onlinelernens, multimedialen Lernens etc. Da die Begriffsbestimmung des E-Learning noch keine allgemein anerkannte Definition erbracht hat, versuchte man, E-Learning durch verschiedene Facetten zu beschreiben: Interaktivität, Multicodalität, Multimedialität und Multimodalität.
Interaktivität: Als interaktiv wird etwas bezeichnet, wenn es dem Benutzer gestattet wird, verschiedene Steuerungs- und Eingriffsmöglichkeiten auszuüben.
Grissom u. a. (2003) haben eine sechsstufige Interaktionshierarchie vorgeschlagen. Diese geht von „keine Interaktion“ bis zu „Präsentation einschließlich Feedback und Diskussion“ als höchste Form der Interaktion.
Multicodalität: Unter dem Begriff der Multicodalität ist gemeint, dass die Informationen in den verschiedenen Medien verschieden codiert werden können, welche auch von der Art des Mediums abhängig ist. So lassen sich in Büchern natürlich keine animierten Bilder zeigen. Andere Arten von Codierungen wären Bilder, Texte und im Falle des Computers Hypertexte (Querverweise, vernetzter Text), Animationen und Simulationen.
Der Unterschied zwischen Animationen und Simulationen liegt darin, dass bei einer Simulation der Benutzer eine erhöhte Kontrolle über das Geschehen hat. Bei einer Animation handelt es sich im Grunde genommen um animierte Bilder, während es bei einer Simulation möglich ist, beispielsweise verschiedenen virtuelle „Experimente“ in der digitalen Umwelt durchzuführen.
Multimedialität: Multimedialität stellt die verschiedenen Möglichkeiten an Medien dar, durch die Wissen akquiriert werden kann; das Zusammenspiel folgt idealerweise den Multimedia-Prinzipien. Verschiedene Medien können beispielsweise Bücher, Videoplayer, Audioplayer, Computer, Hörbücher, E-Books (elektronische Bücher), E-Lectures (online gehaltene Vorlesungen) sein.
Multimodalität: Unter Multimodalität versteht man die verschiedenen Möglichkeiten, Informationen über die Sinnesmodalitäten aufzunehmen. In der Regel sind dies auditive oder visuelle Sinneseindrücke. Andere Modalitäten wie der Geruchs-, Geschmacks- und der Tastsinn spielen im E-Learning bisher keine Rolle.

## E-Learning und damit verbundene Technik
E-Learning kann auf sehr unterschiedlichen Technologien basieren und in unterschiedlichen didaktischen Szenarien realisiert werden. Häufig diskutiert werden folgende Varianten:

### Web- und Computerbasierte Lernformen

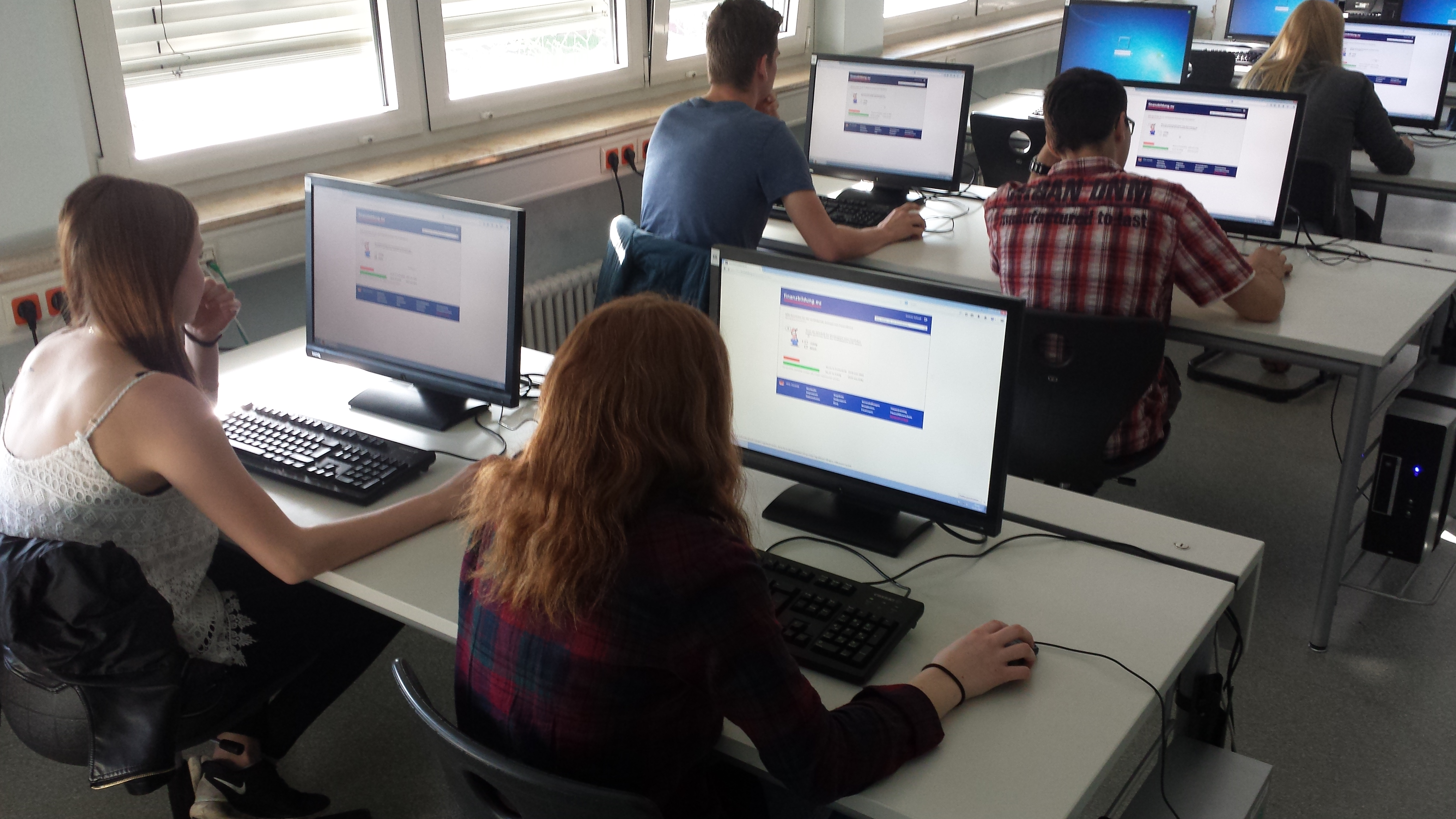
Schüler bearbeiten Online-Prüfungsaufgaben in einem Computerraum (2015)

Der Ausdruck CBT (Computer Based Training) bezeichnet die Arbeit mit Lernprogrammen (Lernsoftware), die vom Lernenden zeitlich und räumlich flexibel genutzt werden können und bei dem die Lernenden nicht in direktem Kontakt mit dem Lehrenden und anderen Lernenden stehen. Diese Programme können multimediale Lerninhalte (wie z. B.: Animationen oder Videodokumente) beinhalten und werden meist auf CD-ROM oder DVD vertrieben. Beim CBT handelt es sich um eine in erster Linie nichttutorielle Form des E-Learning, bei dem das Selbststudium im Vordergrund steht und die Kommunikation, wenn überhaupt, auf asynchrone Weise erfolgt. CBT existiert bereits seit den 1980er-Jahren.
Für ältere computerunterstützte Lernsysteme existiert auch eine Vielzahl anderer Bezeichnungen, beispielsweise CAT (computer-aided teaching), CAI (computer-aided instruction, computer-assisted instruction), CBI (computer-based instruction), CAL(computer-aided learning, computer-assisted learning), CUL (computerunterstütztes Lernen), CUU (computerunterstützter Unterricht, computerunterstützte Unterweisung), CBL (computer-based learning, computerbasiertes Lernen), CBE (computer-based education), CGU (computergestützter Unterricht), RGU (rechnergestützter Unterricht), CUA (computerunterstützte Ausbildung) oder CUIV (computerunterstütztes interaktives Video). Andere im Deutschen häufige Bezeichnungen sind die Begriffe Courseware oder Teachware.
Den grundlegenden Baustein netzbasierter Lernangebote bildet das sogenannte WBT (Web Based Training oder Webbasiertes Lernen) – eine Weiterentwicklung des CBT. Hierbei werden Lerneinheiten nicht auf einem Datenträger verbreitet, sondern von einem Webserver online mittels des Internets oder eines Intranets abgerufen. Die Einbettung ins Netz bietet vielfältige weiterführende Möglichkeiten der Kommunikation und Interaktion des Lernenden mit dem Dozenten/Tutor bzw. seinen Mitlernern. So können Mails, News, Chats und Diskussionsforen mit dem WBT verknüpft und Audio- und Videosignale live gestreamt werden. Eine Weiterentwicklung des WBT hin zu einer kommunikativeren Nutzung ist die Lernplattform. Diese unterstützt unterschiedliche Kommunikationsarten, wie z. B. Chat und Foren, um somit die Nutzer der Lernplattform beim direkten Austausch und Anwenden des Gelernten zu fördern.

### Autorensysteme
Autorensysteme sind Entwicklungswerkzeuge für die Erstellung von digitalen Lernangeboten. Ihr Zweck besteht darin, Inhalte für ein Lernangebot zu erstellen und aufzubereiten. Sie bieten beispielsweise Dozenten die Möglichkeit, Inhaltsunterlagen für das Netz oder einen Datenträger, zum Beispiel CD-ROM zu entwickeln.
Es gibt leicht bedienbare Autorensysteme, so dass Autoren kein größeres Wissen über Programmierung, HTML, XML und Internet besitzen müssen. Diese einfachen Systeme empfehlen sich, wenn man Lernmaterialien für einen bestimmten Zweck produzieren will, d. h. nicht die Absicht hat, die Inhalte später für andere Kurse wiederzuverwenden. Wenn man einmal produzierte Lerninhalte für verschiedene Kurse wiederverwenden möchte, empfehlen sich Autorensysteme, die Kurse und Medien z. B. in Form von Bibliotheken abspeichern, auf die ein oder mehrere Kursautoren zugreifen und aus denen sie Elemente in anderen E-Learning-Produkten verwenden können. Moderne Autorensysteme dieser Art arbeiten oft mit XML-Technologien (zum Beispiel zum Export aller im Kurs verwendeten Texte, um diese übersetzen zu lassen) und können an ein Dokumenten-Management-System angeschlossen werden.
Grob lassen sich Autorensysteme unterteilen in:
1. Editoren für Medien (HTML-Seiten, Grafiken, Animationen, Simulationen, Audio- und Videosequenzen, Übungen),
2. Editoren für Lernmaterial-Seiten und
3. Editoren für Kursnavigation („Drehbuch“ oder Zusammenstellung des Inhaltsverzeichnisses).

Einige Autorensysteme integrieren alle diese Funktionen. Dies bedeutet, diese Autorensysteme ermöglichen es dem Ersteller von Online-Kursen, verschiedene Medien in eine Lerneinheit zu integrieren, um professionellen, dynamischen und interaktiven Lerninhalt zu erstellen.
Die Kursnavigation und -steuerung wird in manchen Autorensystemen durch mehr oder weniger offenliegende Programmier- bzw. Scriptsprache angeboten (um das „Drehbuch“ definieren zu können).
Ein großer Teil der verfügbaren Autorensysteme war bis Anfang der 2010er-Jahre darauf ausgelegt, Kurse für Festrechner und Laptops herzustellen. Mittlerweile unterstützen alle etablierten Autorensysteme auch die Entwicklung für Smartphones und Tablets, teilweise allerdings mit reduziertem Funktionsumfang. Es werden verschiedene Medien- und Dateitypen wie Text, Grafik, Video und Audio unterstützt. Manche Autorensysteme sind auf sogenannte Lernmanagementsysteme abgestimmt und ermöglichen es, ausschließlich für diese Systeme Inhalte zu erstellen. Daneben existieren Autorensysteme, die spezielle Standards, wie SCORM, AICC oder IMS Content Packaging unterstützen. Diese Standards können, neben anderen Möglichkeiten, mit Lernmanagementsystemen über eine genormte Schnittstelle kommunizieren und so zum Beispiel den Namen eines Lerners und dessen Lernfortschritt übermitteln und abspeichern.
Je einfacher ein Autorensystem zu bedienen ist, desto eingeschränkter ist man im Regelfall bei der Gestaltung der Inhalte. Systeme, die einem Ersteller große kreative Freiheiten lassen, sind oft sehr komplex und erfordern eine längere Einarbeitungszeit.

### Simulationen
Simulationen sind Lösungen von Modellen, welche bedeutsame Eigenschaften der Realwelt abzubilden versuchen, um Lernenden durch freies oder gezieltes Experimentieren oder Beobachten Wissen über strukturelle oder funktionale Eigenschaften des Originals zu vermitteln. Komplizierte Sachverhalte und Prozesse der Wirklichkeit können so vereinfacht und auf das Wesentliche reduziert dargestellt werden, besonders dann, wenn Realexperimente zu teuer oder zu gefährlich sind.

### Videokonferenzen, Teleteaching
Die Videokonferenz schafft virtuelle Hörsäle, indem sie räumlich verteilte Lernende und Vortragende miteinander kommunizieren lässt. Diese als Teleteaching bezeichnete Variante des E-Learnings ist in erster Linie durch die Übertragung von Bild und Ton gekennzeichnet. Sie ermöglicht eine der Präsenzlehre ähnliche Kommunikation zwischen Lehrenden und Lernenden, die auf verbale Äußerungen ebenso zurückgreifen kann wie auf Gestik und Mimik. Mit zunehmender Bandbreite der Internet-Verbindungen entwickeln sich aus dieser Technologie neue skalierbare Unterrichtsformen wie z. B. MOOC.

### Learning-Management-Systeme
Als Lernplattform (englisch Learning Management System LMS) werden Systeme bezeichnet, die für das Online- und/oder Präsenz-Kursangebot den kompletten (oder Teile des) Arbeitsablauf des Veranstaltungsmanagements von Buchungsprozessen, Lehr- und Lernprozessen bis zur Ressourcenadministration unterstützen können.
Die Aufgaben eines LMS können im Einzelnen umfassen:
PlanungHierzu gehören das Planen und Zusammenstellen von (Online-)Kursen/Seminaren, die Erstellung personalisierter Lehrpläne aufgrund von Einstufungstests bzw. bereits absolvierter Lehreinheiten und das Erstellen von Lernprofilen für Arbeitsgruppen oder die ganze Belegschaft.
AnmeldungDie Online-Anmeldung zu allen angebotenen Kursen, oft mit integrierter Schnittstelle zu einem E-Commerce-System, um bspw. Unterlagen zu bestellen.
Bereitstellung von KursunterlagenDie gespeicherten Inhalte werden in verschiedenen Bereitstellungsformen vorgehalten (bspw. für WBT und Präsenztraining).
ZertifizierungDas Erfassen von Schulungsvorgängen, Kursabschlüssen und „Skill-Profilen“ (e-Skills).
ErfolgsmessungDas Messen der Nutzung sowie die Verwaltung der Ergebnisse.
In manchen LMS ist eine Lehrer- und Raumverwaltung enthalten, die auch nachträglich Termine und Personen tauschen kann und ggf. Terminkonflikte meldet. Diese Funktionalitäten können recht umfangreich werden, z. B. bei integrierter Arbeitszeit-/Urlaubsverwaltung der Lehrer, Speicherung von Raumdaten (Anzahl von Plätzen, vorhandenen Ressourcen wie Beamern oder Tageslichtprojektoren) etc. Aus den vorhandenen Daten können später umfangreiche Berichte erstellt werden wie beispielsweise Raumbelegungsdaten, Stundenpläne oder Lernfortschritte einzelner Personen.

### Learning-Content-Management-Systeme
Die Aufgabe eines LCMS (Learning Content Management System) ist das Erstellen, Wiederverwenden, Auffinden, Nachbearbeiten und Ausliefern von Lerninhalten (Content). Der Content wird oft in einem zentralen Repository in Form von „reusable“ Lernobjekten (RLOs) vorgehalten. Objekte können aus mehreren verschiedenen Kursen referenziert werden, so dass im Falle einer Anpassung nur eine einmalige Änderung notwendig ist, um sämtliche Inkarnationen auf den aktuellen Stand zu bringen. Das LCMS verfügt (im Gegensatz zu Autorentools) über eine Userverwaltung, die es ermöglicht, verschiedenen Personen und Personengruppen bestimmte Rechte zuzuweisen, so dass z. B. für fachspezifische Experten, Mediengestalter, Projektadministratoren jeweils unterschiedliche Zugriffsfunktionen definiert/realisiert werden können.
Eine Multi-User-Funktionalität erlaubt es, konkurrierende Zugriffe zu verwalten, so dass es nicht dazu kommen kann, dass zwei Benutzer gleichzeitig (widersprüchliche) Änderungen am selben Objekt vornehmen können. Weiterhin verfügen LCMS in der Regel über eine Versionskontrolle, die es ermöglicht, vorgenommene Änderungen nachzuvollziehen.
Eine der wichtigsten Aufgaben eines LCMS ist die Unterstützung von wiederverwertbaren Lernobjekten (RLOs). Ziel ist es, ungewollte Redundanzen und widersprüchliche Informationen weitgehend zu verhindern.

### Content-Kataloge
Content-Kataloge unterstützen den Austausch von Lernobjekten – von kompletten Kursen bis hin zu Rohmaterialien. Bereitsteller können Angebotsbedingungen spezifizieren. Zugriffe werden dokumentiert und gegebenenfalls abgerechnet. Diese Kataloge können sehr spezifisch auf eine bestimmte Zielgruppe (Schule, Universität, Branche, Unternehmen) ausgerichtet sein. Siehe auch Content-Sharing als Form des E-Learnings.

### Audience Response System
Als Audience Response Systems werden technisch-elektronische Geräte bezeichnet, die im Rahmen von Lehrveranstaltungen oder bei Vorträgen mit zahlreichen Teilnehmern die Interaktivität zwischen Dozent (bzw. Referent) und den Zuhörern erhöhen sollen. Der Einsatz solcher Systeme wird zumeist durch konkrete didaktische Konzepte geleitet und ist somit als Teilbereich des E-Learning zu verstehen.

## Formen des E-Learning

### Virtuelle Lehre
Virtuelle Lehre bezeichnet Lehre, die vorrangig über das Internet durchgeführt wird und keine signifikanten Anteile von Präsenzlehre umfasst. Zum Spektrum der Darbietungsformen virtueller Lehre zählen Webinare, web-unterstützte Lehrbuchkurse, Hypertext-Kurse (z. B. mit Lehrtexten, Multimediaelementen, Animationen und Übungen), videobasierte Kurse (z. B. Vortrag samt Foliensatz) oder audiobasierte Kurse bzw. Podcasts. Da bei virtueller Lehre im Unterschied zu Präsenzlehre und „Blended Learning“ wenig Gelegenheit zu direkter Interaktion besteht, nutzen Lehrende und Studierende zur Kommunikation häufig elektronische Medien wie Chatrooms, Diskussionsforen, Voice Mail oder E-Mail oder spezielle Plattformen. Virtuelle Lehre spielt eine wachsende Rolle im Kontext der Einführung weiterbildender Online-Master-Studiengänge an zahlreichen Hochschulen.

### Blended Learning
Wenn Lerninhalte von Präsenzveranstaltungen mit Lerninhalten von virtueller Lehre kombiniert werden und mit den damit einhergehenden unterschiedlichen Lernarrangements ein übergeordnetes Lernziel verfolgt wird, so spricht man von „Integriertem Lernen“ (engl. „Blended Learning“). Blended Learning verbindet dabei die unterschiedlichen Lernformen in einem gemeinsamen Lehrplan (Curriculum). Für Unterrichtende an Schulen besteht eine Herausforderung bei der Anwendung des Blended Learning häufig darin, dass der Präsenzunterricht größtenteils „lehrerzentriert“ und „geschlossen“ („geschlossen“ im Sinne von auf den Unterrichtsraum beschränkt), das E-Learning hingegen größtenteils „schülerzentriert“ und „offen“ angelegt ist. Außer an Schulen wird Blended Learning noch in vielen anderen Bereichen des gesellschaftlichen Lebens angewendet. Blended Learning wird insbesondere dann eingesetzt, wenn das Lernen über die Intranet- oder Internet-vernetzte Lernumgebung den Präsenzunterricht sinnvoll ergänzen kann.

### Content Sharing
Es gibt mittlerweile Webseiten, die es erlauben, Lerneinheiten auszutauschen. Solche Initiativen existieren als kommerzielle oder freie Angebote. Ein Beispiel für eine kommerzielle Initiative ist StuDocu. Hier werden monetäre Anreize zur Aufbereitung von Lehrinhalten gesetzt. Dadurch soll die Qualität der publizierten Mitschriften, Lernkarten oder Zusammenfassungen steigen. Als typisches Beispiel für ein nicht-kommerzielles Forum kann z. B. das Fachschaftsforum für Wirtschaftsingenieurwesen an der Uni Duisburg-Essen dienen (WiING-DUE). Schon bei solchen lokalen Initiativen zeigt sich oft ein hoher Bedarf, wie die dokumentierten Zugriffszahlen von WiING-DUE beispielhaft zeigen.

### Learning Communitys
Personengruppen, die gleiche Ziele und/oder fachliche Interessen haben, können sich über ein Informations- und Kommunikationssystem eine gemeinsame Wissensbasis aufbauen. Jedes Mitglied dieser Learning Community kann sein eigenes Wissen einbringen und somit wird die Wissensbasis über gemeinsame Lernprozesse erweitert und angepasst. Viele Learning Communitys entstehen durch videobasierte Kurse. In vielen dieser Kurse können sich Mitglieder miteinander vernetzen und sich in einem geschützten Mitgliederbereich austauschen. Gute Learning Communities zeichnen sich durch die Berücksichtigung folgender vier Erfolgsfaktoren aus (Olek/Vomberg 2020):
- Bereitstellung technischer Ressourcen, z. B. kollaborative Cloud-Lösungen für die gemeinsame Nutzung und Bearbeitung von Dateien, oder Kommunikationstools wie z. B. (Video-)Chats
- Bereitstellung von Aufgaben (mit Anleitungen), die Lehrende über die Community an Lernende verteilen. Wichtig ist, dass das Lernmaterial spannend und abwechslungsreich ist, aber nicht zu schwer
- Bereitstellung von Feedback-Möglichkeiten, die nicht nur für die Rückmeldung (und ggf. Benotung) von Lehrenden genutzt werden können, sondern auch untereinander
- Gestaltung einer positiven, attraktiven Atmosphäre, mit einem respektvollen Umgang und konstruktivem Feedback

### Computer-Supported Cooperative Learning
Computer-Supported Cooperative Learning (CSCL) beschreibt Lernansätze, bei denen das kooperative Lernen durch den Einsatz von computergestützten Informations- und Kommunikationssystemen unterstützt wird.

### Web Based Collaboration
Der Begriff Web Based Collaboration beschreibt die Zusammenarbeit einer Gruppe von Personen über das Internet. Unter diversen Möglichkeiten der Zusammenarbeit kann dies unter anderem auch das gemeinsame Arbeiten an einer Lernaufgabe beinhalten.

### Virtual Classroom (virtuelles Klassenzimmer)
Beim Virtual Classroom dient das Internet als Kommunikationsmedium, um geographisch getrennte Schüler und Lehrer miteinander zu verbinden. Das virtuelle Klassenzimmer ermöglicht somit eine synchrone Form des Lernens.
Als eine extreme Form wird das Tele-Teaching betrachtet.

### Interaktives Whiteboard

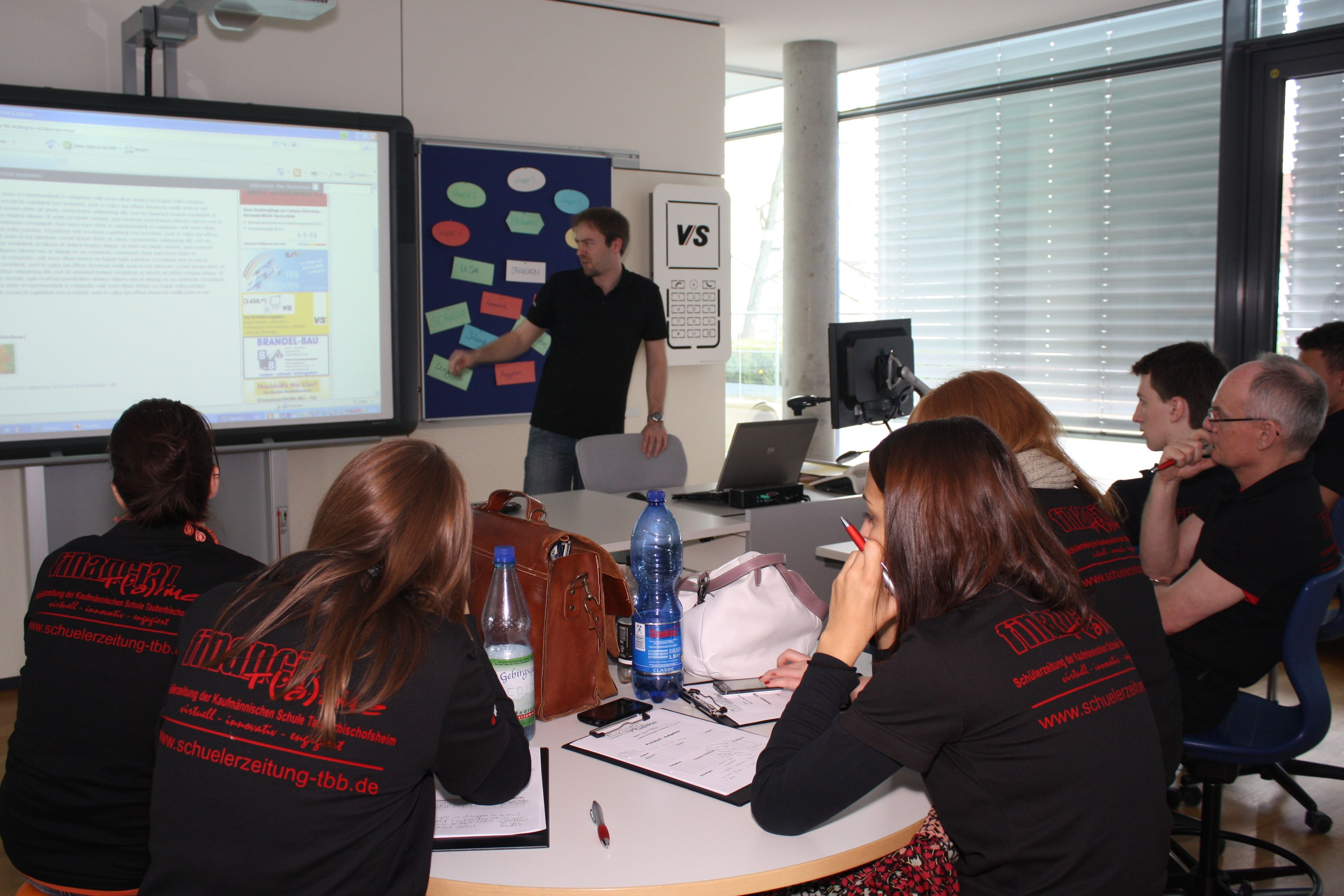
Whiteboardeinsatz an einem Medientag (2011)

Ein interaktives Whiteboard ist vergleichbar mit einer Tafel oder einem Flipchart. Die Nutzer haben die Möglichkeit, über ein Netzwerk gemeinsam Skizzen zu erstellen und zu betrachten. Dazu stehen sowohl Zeichen-, Mal- als auch Textwerkzeuge zur Verfügung.

### Business TV
Business TV ist ein exakt auf die Zielgruppe zugeschnittenes Fernsehprogramm. Business TV stellt eine sehr wirkungsvolle Methode dar, um eine Gruppe (Mitarbeiter, Lieferanten und Kunden) zum Lernen anzuregen.

### Rapid E-Learning
Rapid eLearning ist, verkürzt gesagt, ein Ansatz, der sich ganz auf die Lernziele konzentriert – schließlich folgt dieser streng den Prinzipien des Unterrichtsdesigns – und rigoros alle nebensächlichen und irrelevanten Dinge beseitigt, die im gewöhnlichen Setting (d. h. unter Normalbedingungen) E-Learning befrachten. Besagter Ansatz wird besonders gern in der Geschäftswelt und im Unternehmensbereich eingesetzt – und auch überall dort, wo Dinge vermittelt werden sollen und zugleich Zeit als besonders kostbare Ressource angesehen wird.

### Mikrolernen
Beim Mikrolernen, auch Microlearning genannt, geht es um das Lernen in kleinschrittigen Lerneinheiten, häufig über Web oder Mobiltelefon. Der Überlastung durch zu viele Informationen soll durch benutzerfreundliches, flexibel einteilbares Training entgegengewirkt werden.

## Spezielle Hilfstechnologien

### Prozessvisualisierung modularer Inhalte im Rahmen von E-Learning

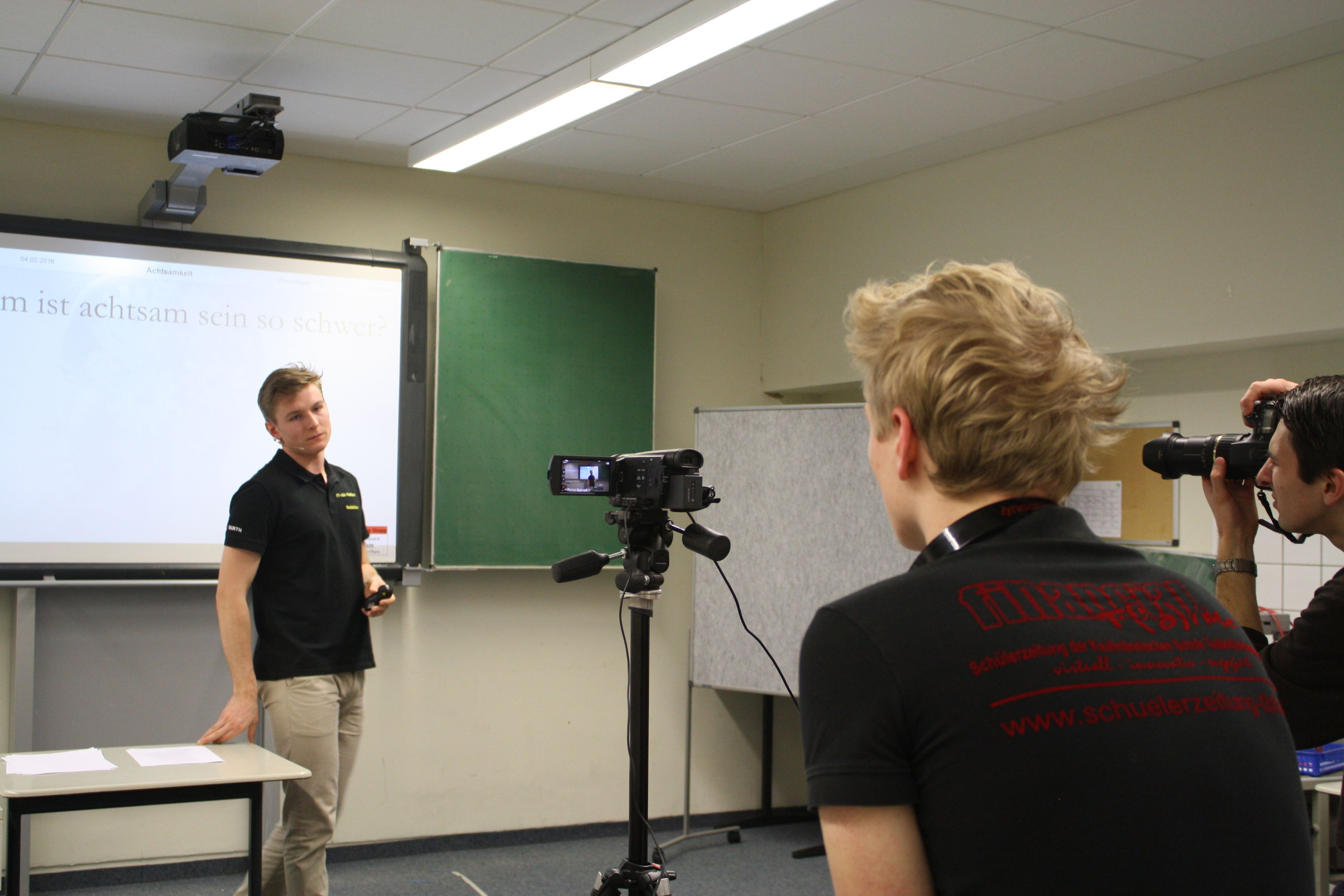
Schüler filmen Unterrichtsinhalte, bereiten diese auf und stellen sie in einem YouTube-Kanal online

Hierbei handelt es sich um eine audiovisuelle Darstellung von Lehreinheiten mit dem Ziel, einen Erkenntnisprozess – welcher zu neuem Wissen führen kann – Schritt für Schritt in Film, Bild, Text und Ton aufzubereiten.

### 3-D-Infrastruktur-Plattformen
Zunehmend gewinnen 3D-Infrastrukturplattformen wie Second Life oder Twinity an Bedeutung für E-Learning-Anwendungen. Durch den Erlebnis-Charakter dieser virtuellen Welten wird ein sehr hoher Immersionsgrad erreicht. Hiervon verspricht man sich eine entsprechend höhere Lerneffizienz, da Spielen & Lernen zusammenwachsen. Durch simulierte Erlebniswelten kann man nun in Situationen eintauchen und diese erleben. Eine hohe Immersion (virtuelle Realität) wird u. a. dadurch erreicht, wenn eine hohe Identifikation des Nutzers mit seinem Avatar eintritt und der Nutzer sich als Teil der Welt fühlt. Somit wird sich auch der Begriff Action Learning durch den Begriff E-Action-Learning erweitern. Ein weiterer erheblicher Vorteil durch die Vernetzung von Team in virtuellen Welten ist dort zu sehen, wo Teams perfekt zusammenspielen müssen, bspw. bei Einsätzen der Polizei, Feuerwehr, Rettungsdienste usw. Die Beteiligten können sich nun von überall auf der Welt einloggen und Szenarien regelmäßig in einer virtuellen Welt durchspielen. Insbesondere Orientierungstrainings können hier in häufigeren und regelmäßigen Abständen durchgeführt werden, was die Effektivität und Effizienz solcher Einsätze erhöhen kann. Das Fremdsprachenlernen ist laut einem Mitarbeiter von Linden Lab die am weitesten verbreitete Form von Bildung in Second Life.

## Vor- und Nachteile von E-Learning
Noch vor wenigen Jahren galt E-Learning als die Bildungsform des 21. Jahrhunderts. Mittlerweile vermutet man, dass E-Learning die traditionellen Bildungsformen nicht ersetzen kann. Es ist lediglich als eine sinnvolle Unterstützung im Lernprozess zu sehen. Durch Kombination verschiedener medialer Vermittlungsformen (hybride Lernarrangements) kann Lernen optimiert werden. Insbesondere Menschen, die lieber den PC und das Internet nutzen als Bücher lesen, können durch E-Learning viele Lerninhalte besser aufnehmen oder bereits bekannte Inhalte ergänzend und interaktiv erarbeiten. Zu weiteren Vorteilen des E-Learning gehören zweifellos die ökonomischen Aspekte. Die Lernenden sind räumlich und zeitlich unabhängig. Die Vermittlung von Lernstoffen kann also unabhängig von der persönlichen Anwesenheit geschehen. Dank PC und Internet ist die Verteilung größerer Informationsaspekte machbar. Gerade diese ökonomischen Vorteile sind nicht zu unterschätzen. Denn „lebenslanges lernen“ (life-long learning) bedeutet meistens berufsbegleitendes Lernen, und da ist die Flexibilität hinsichtlich Ort und Zeit besonders wichtig.
Medien sind nur zu einem geringen Teil für den Lernerfolg ausschlaggebend, deshalb kann nicht per se von effizienterem Lernen durch E-Learning gesprochen werden. Erst wenn eine Vielzahl von Faktoren zusammenkommt, kann E-Learning erfolgreich sein (zu beachten sind etwa Erkenntnisse aus der Mediendidaktik bzw. Medienpädagogik).
Auf der Grundlage von Erkenntnissen der Mediendidaktik zeigen sich Vorteile u. a. darin, dass:
- Kurse im Gegensatz zu traditionellen Lehrmitteln interaktiv sind,
- abstrakte Inhalte mithilfe von Simulationen anschaulich gemacht werden können,
- die traditionellen linearen Denk- und Lernkonzepte aufgebrochen und flexiblere, netzwerkartige Konzepte verwirklicht werden können,
- Lernkontrollen individualisiert werden können und Repetitionsaufgaben variieren können,
- Kurse an bestimmte Bedürfnisse adaptiert werden können,
- Lernen mit betrieblichem Knowledge Management (Wissensmanagement) verbunden werden kann,
- asynchron zusammengearbeitet werden kann,
- zeit- und ortsunabhängig gelernt werden kann,
- just in time gelernt werden kann,
- arbeitsprozessintegriert gelernt werden kann,
- Dokumentation und Wiederholungen einfacher gehen,
- Lernobjekte wieder verwendbar sind,
- Audio und Videodokumente leicht einzubinden sind,
- ein individuelles Lernen je nach Vorkenntnis (Lerntempo, Reihenfolge der Lerninhalte) möglich ist,
- unterschiedliches Vorwissen besser ausgeglichen wird,
- Aufnahmekanäle (Lesen, Audio, Video, Animation etc.) für jeden Lerntyp vorhanden sind und dass
- keine „Bloßstellung“ vor anderen Teilnehmern bei Wissenslücken erfolgt.

Nachteile werden unter anderem darin gesehen, dass:
- Lerner erst lernen müssen, mit den verschiedenen Publikationsformen (Medien) umzugehen,
- zu wenig Pädagogen im E-Learning-Bereich arbeiten (in weiten Bereichen, aber nicht in allen),
- die Technik und die Techniker den Markt bestimmen (didaktisch-technische Forschungs- und Entwicklungsaktivitäten widerlegen dieses partiell,[14])
- die Präsentation der Lerninhalte oft von technischen und nicht von didaktischen Faktoren bestimmt ist,
- die Didaktik beim Erstellen einer E-Learning-Lösung oft nicht berücksichtigt wird,
- Bildschirmlernen für fast alle Menschen ermüdender als Lernen vom Papier ist,
- Selbstdisziplin und Selbstlernkompetenz nötig sind,
- reduzierte soziale Kontakte zu Lehrer/Trainer und Teilnehmern den Erfahrungsaustausch schwieriger machen und dadurch Fragen oft ungeklärt bleiben,
- Erklärungen durch Lehrer/Trainer reduziert sind und das Wissen selbst erarbeitet werden muss,
- das zusätzliche Lernen in der Freizeit oder am Arbeitsplatz als lästig empfunden wird,
- die vielschichtigen Anforderungen einer inklusiven Pädagogik nicht berücksichtigt werden, obwohl diese seit der Ratifizierung der UN-Behindertenrechtskonvention im Jahre 2009 einen für Deutschland verbindlichen Standard darstellen.

Aktuelle Ansätze kombinieren daher E-Learning mit der Präsenzlehre, also der personalen Vermittlung. Diese Ansätze firmieren unter dem Begriff „Hybride Lernarrangements“ oder Blended Learning. Ziel dieser Ansätze ist es, die Vorteile des Präsenzunterrichts mit denen des mediengestützten Lernens zu verbinden und Nachteile beider Methoden zu vermeiden.
Während viele E-Learning-Konzepte sich nach wie vor an lineare Wissensvermittlung halten, wie sie von Büchern und anderen traditionellen Lehrmitteln bekannt sind, erlauben moderne E-Learning-Systeme flexible und adaptive Strukturen, die mit einem gewissen Human Touch auf die Lernenden eingehen. Solchen Systemen liegen netzwerkartige Dialogstrukturen zugrunde. Der Vorteil solcher E-Learning-Modelle besteht darin, dass eine viel höhere Interaktivität über dem gesamten Lernprozess liegt. Oft reduziert sich dabei der Bedarf an Blended Learning (es sei denn, praktische Fähigkeiten – wie z. B. Gerätebedienungen oder soziale Kompetenzen – sind Gegenstand der Lernaktivität). Der Nachteil besteht im erhöhten Aufwand in der Notwendigkeit, variabel auf Ergebnisse von Lernkontrollen zu reagieren, und in der Notwendigkeit, zahlreiche Lern-, Vertiefungs- und Exkurspfade zu implementieren, die möglicherweise in der Praxis nur von wenigen Lernenden je beschritten werden.

## Motivation für den Einsatz von E-Learning
Die rasante technologische Entwicklung der Computerindustrie und die damit verbundenen neuen Methoden für die Gestaltung von Inhalten (insb. Hypertext und Multimedia) förderte die Entwicklung sogenannter E-Learning-Programme in einem großen Ausmaß. In der Fachdiskussion ist man sich noch nicht einig, ob E-Learning im Sinne von E-Mail, E-Business usw. für Lernen im Internet oder als moderneres Synonym für CUL (Computer-unterstütztes Lernen) verwendet werden soll. Heute tendiert man sogar eher dazu, E-Learning als reine Ergänzung zur Präsenzlehre als Teil des sogenannten Blended Learning anzusehen. Zudem wird von verschiedenen Akteuren versucht, den eigentlichen Lerninhalten mehr Gewicht zu geben, da bisher vor allem die technologischen Aspekte im Vordergrund standen.
Alfons Rissberger fragte schon 1997 in einem Artikel der FAZ: „Verschlafen wir die multimediale Zukunft?“

## Einführung des E-Learning in Organisationen
Die erfolgreiche Einführung von E-Learning erfordert für die jeweilige Institution eine Reihe begleitender Maßnahmen:
- Erhebung der Lernvoraussetzungen und -bedürfnisse,
- Anpassung der Curricula,
- Veränderung der Arbeitsabläufe, so dass Zeit und Anreize für das Lernen am Arbeitsplatz gegeben sind,
- Anpassung von Arbeitsplatzbeschreibungen und Vergütungssystemen,
- Multidisziplinäre Teams (Didaktiker, Techniker, Inhaltsexperten) sind entweder innerhalb der Organisation einzurichten rsp. entsprechende Kooperationen sind aufzubauen und
- Inhalte sollen in austauschbaren Formaten gespeichert und allen Beteiligten zur Benutzung zur Verfügung gestellt werden.

Robin Mason hat mit Models of Online Courses ein Vorgehen vorgeschlagen, wie E-Learning etappenweise eingeführt werden kann:
1. Content- + Support-Models: (Informationsmodell, statische Website) Online-Aktivitäten nehmen maximal 20 % der Unterrichtszeit ein. Das Internet steht für Support-Aktivitäten (Recherche, Verwendung von E-Mail, Download von Materialien) zur Verfügung;
2. Wrap-around-Model: (Asynchrones Diskussionsforum) Verhältnis Web- zu Nicht-Webaktivitäten bis zu 50 %. Unterricht teils mit traditionellen Materialien (z. B.: Bücher) und interaktive Lernumgebung mit weiteren Ressourcen. Im Internet sind bspw. Arbeitspläne, Übungen und Aufgaben sowie gemeinsame Web-Aktivitäten (Diskussionsforen, Gruppenarbeiten) abzurufen. Zentrum der Aktivitäten bleibt jedoch der Face-to-Face-Unterricht;
3. Integrated Model: (100%iges E-Learning) Der Kern aller Aktivitäten findet im Internet statt, insbesondere kollaborative Aktivitäten und Austausch von Materialien.

Wenn E-Learning effektiv und effizient betrieben werden soll, bedarf es in Bezug auf die Lehrpläne gewisser Modifikationen. Insbesondere gilt es, Schlüsselkompetenzen wie Medien-, Informations- und Computerkompetenz zu fördern. Diese Schlüsselkompetenzen werden idealerweise mit Hilfe von Informations- und Kommunikationstechnik (Werkzeugcharakter) erlernt.
Gilly Salmon (Salmon, 2000) unterscheidet fünf Stufen des Lernprozesses auf dem Weg vom E-Learning-Anfänger zum E-Learning-Profi:
1. Zugang und Motivation: In dieser Phase wird die eigene Computerumgebung für das spätere E-Learning eingerichtet und angepasst. Dies bezieht sich sowohl auf eine physikalische Installation von möglicherweise notwendiger Hard- und Software, aber auch auf den Aufbau von persönlicher Motivation E-Learning einsetzen und nutzen zu wollen. Häufig besteht in dieser Phase noch kein Zugang zur Lernplattform/Tutoren/anderen Lernern. Hilfestellungen müssen über andere Medien (telefonisch/persönlich) erfolgen. Gerade in dieser Phase sind Probleme und Schwierigkeiten besonders frustrierend und können schnell zum Abbruch des gesamten Prozesses führen.
2. Online-Sozialisierung: Sobald technische und motivationale Hürden überwunden sind, steht nun E-Learning dem Lerner prinzipiell in vollem Umfang zur Verfügung. Allerdings sind zu diesem Zeitpunkt viele Funktionen noch unklar und müssen durch den Lerner erkundet werden – der persönliche Nutzen und die Einsetzbarkeit für den persönlichen Lernprozess bleiben anfangs noch verschlossen.
3. Informationsaustausch: Es beginnt ein reger und aktiver Informationsaustausch in dem neuen Medium. Die Funktionen von eingesetzter Software werden immer stärker ausgenutzt. In dieser Phase tauchen jedoch Probleme hinsichtlich der Handhabung der neuen und großen Datenmenge auf, d. h., es geht um Klassifizierung, Archivierung, Suchen, Ordnen und Strukturierung.
4. Wissenskonstruktion: Teilnehmer nutzen E-Learning immer freier und flexibler. Es erfolgt nicht nur die Nutzung des online angebotenen Materials, sondern nun auch ein immer intensiveres kooperatives Lernen zwischen den Teilnehmern. Die Teilnehmer lernen nun von- und miteinander.
5. Selbstorganisation: In dieser Phase übernehmen die Teilnehmer nicht nur für die Inhalte des Lernprozesses, sondern auch zunehmend für deren Organisation die Verantwortung, d. h., es erfolgt eine Selbstorganisation des Lernens und eine Rollenverteilung innerhalb der Teilnehmergruppen. Diese Phase ist nicht bei allen E-Learning-Prozessen sinnvoll.

## E-Learning in der Personalentwicklung
Unternehmen können ihre Ausgaben für Personalentwicklung mittels E-Learning drastisch senken. Außerdem werden Prozess- und Fehlerkosten durch qualifiziertes Personal, gesunkene Fehlerquoten und die Erhöhung der Effizienz durch den Einsatz modernerer Methoden reduziert. Gleichzeitig wird die Qualität durch einen einheitlichen Wissensstand aller Mitarbeiter gesteigert.
Ziele des E-Learnings in der Personalentwicklung sind unter anderem:
- Verminderung der Ausfallzeiten vom Arbeitsplatz durch schulungsbedingte Abwesenheiten.
- Sicherstellung einer kosteneffizienten und zeitnahen Fortbildung.
- Dokumentation, Kontrolle und Einflussnahme auf den Lernprozess.
- Sicherung der gesetzlichen Sorgfaltspflichten im Rahmen von gesetzlichen Pflichtschulungen.
- Ganzheitliche Kompetenzentwicklung für dynamische, komplexe Handlungsfelder.[16]

Notwendigkeit der Personalentwicklung
- Mangel an gut qualifizierten Mitarbeitern am Arbeitsmarkt.
- Anforderungen und Komplexität der Arbeitsaufgaben nimmt kontinuierlich zu.
- Gesetzliche und externe Anforderungen steigen (z. B. gesetzliche Unterweisungspflichten).
- Notwendigkeit des permanenten Wissenstransfers aufgrund stetiger Forschung und Entwicklung.
- Ausbau der beruflichen Qualifikation zur Motivation der Mitarbeiter (= Mitarbeiterbindung).
- Wesentliches Instrument der Qualitätssicherung.
- Sicherung und Erhalt der Leistungsfähigkeit des Unternehmens.

Kosteneffizienz
- Keine Reisekosten, keine zusätzlichen Verteilungskosten.
- Kürzere Abwesenheiten vom Tagesgeschäft / Arbeitsplatz.
- Senkung von Fehlerkosten / Erhöhung der Kundenzufriedenheit.

## Umdenken innerhalb vernetzter Hochschulen
Die Konzeption der Lehrveranstaltungen bleibt in den meisten Fällen, in denen E-Learning eingesetzt wird, gleich. Es zeigt sich die Tendenz, gewohnte Lehr- und Lerninhalte in digitale Formate zu übersetzen. In Zukunft sollte gefragt werden, ob das Lernen und Lehren mittels Computer nicht ungewohnte Wege gehen sollte und somit neue Lernformen und Kontexte entstehen werden.
Auch die Organisation der Hochschulen könnte grundlegend überdacht werden, indem man ihre Vernetzung vorantreibt. Da sich die Lehr- und Lernsituationen meistens innerhalb der institutionellen Grenzen abspielen und diese Zugangsbeschränkungen unterliegen, führe dies dazu, dass Dozenten innerhalb einer Institution auf sich alleine gestellt sind. Aus der Sicht der Institution sei es die Aufgabe des Dozenten innerhalb eines Fachgebietes ein konsistentes Curriculum entstehen zu lassen. Der einzelne Dozent würde innerhalb seiner eigenen Institution keine Ansatzpunkte für eine eigene fachspezifische Entwicklung vorfinden, denn die Kommunikation findet außerhalb mit anderen Dozenten, welche auf der ganzen Welt verteilt sind, statt.
Der andere Punkt wäre, dass sich trotz horizontaler Vernetzung keine kollaborativen Arbeitsweisen an Hochschulen entwickeln. In der Zukunft könnten Kursinhalte gemeinsam erstellt und an allen Hochschulen angeboten werden. Durch das Wegfallen von Einzelkämpfern und die Hinwendung von einer vertikalen zu einer horizontalen Hochschulkultur würden nicht nur qualitative, sondern auch materielle Synergien entstehen. Der Diskurs und die Kritik müssen aber weiterhin ein zentraler Bestandteil der Wissenschaft bleiben.
Bis es so weit ist, muss man eine ganze Reihe von Problemen lösen, welche im organisatorischen, personellen, kulturellen und technischen Bereich angesiedelt sind.
Auch für die Studierenden wird E-Learning in den nächsten Jahren ein Umdenken erfordern. Die Gegenwart zeichnet sich durch medienvermittelte Informationen aus, welche einen erheblichen Einfluss auf privates und öffentliches Leben ausüben. Menschen als Wissensträger werden immer wichtiger und die Studierenden müssen mehr als bisher die Qualität vorhandener Informationen beurteilen können. Reines Faktenwissen wird an Wichtigkeit verlieren. Dagegen werden Grundlagenwissen und die damit einhergehende Beurteilungskompetenz und Verstehensprozesse immer wichtiger.
Neben einer reinen Vernetzung werden auch MOOC, sogenannte virtuelle Klassenräume immer interessanter für Hochschulen. Dabei können Studierende die Vorlesung von zu Hause oder unterwegs aus verfolgen. Der große Vorteil für die Hochschulen liegt darin, dass die Lehrveranstaltungen zunehmend entlastet werden und Studierende können verpasste Vorlesungen nachholen. Sie sind somit flexibler. An einigen Universitäten in Deutschland wird diese Art des E-Learnings bereits benutzt, zum Beispiel an der Technischen Universität und der Ludwig-Maximilians-Universität in München. Eine Studie der HIS zeigt, dass etwa 12 Prozent der Befragten angaben, dass an ihrer Hochschule virtuelle Seminare angeboten werden.

## Rolle des Tutors beim E-Learning
Mittlerweile ist unbestritten, dass der Erfolg von E-Learning durch den Einsatz von Tutoren verbessert wird. Trainer und Lehrer qualifizieren sich zunehmend zu Online-Tutoren weiter, um Lernen über das Internet (Online-Lernen) zu ermöglichen. Abhängig vom Anbieter der Qualifizierung wird von Online-Tutoren, Tele-Tutoren, E-Trainern, E-Coaches etc. gesprochen. In der Literatur wird vor allem von Tele- bzw. Online-Tutoren gesprochen (vgl.: Christina Rautenstrauch: Tele-Tutoren!).
Man kann drei unterschiedliche Anforderungsprofile unterscheiden:
1. Der Online-Tutor, der die Lernenden online mithilfe verschiedener Werkzeuge – wie bspw. mittels: Foren, eines virtuellen Klassenzimmers, Computer-supported cooperative Works (CSCW) oder Chats – betreut;
2. Daneben gibt es die Online-Trainer, die einzelne Online-Lernangebote konzeptionell erstellen;
3. E-Learning-Manager sind für die Einführung und Umsetzung von E-Learning-Programmen in Unternehmen verantwortlich.

Die Betreuung von Lernenden durch Tutoren ist in vielen Fällen für den Erfolg von E-Learning ganz entscheidend. Die Abhängigkeit des Lernenden von Online- oder Präsenz-Tutoren kann aber auch als hinderlich erlebt werden.

## Qualität im E-Learning

### Der Qualitätsgedanke
Dadurch, dass Qualitätsaspekte betont werden und im Zuge dessen der Nachweis von Qualität sichernden Maßnahmen erbracht wird, findet E-Learning verstärkt Verbreitung und Anerkennung. Eine ausgeklügelte Multimedia-Präsentation garantiert noch lange nicht, dass Lernen zum Kinderspiel wird. Denn die Qualität des E-Learning wird sich auch durch noch so moderne Technik nicht automatisch steigern. Im Zuge dessen wird seit Beginn der 2000er-Jahre mehr und mehr versucht, Qualitätsstandards für E-Learning zu formulieren und diese Standards durch Anwendungsleitfäden und Easy-To-Use-Tools weiter zu verbreiten. Auch nationalen und internationalen Standardisierungsgremien (insbesondere DIN-Norm, ISO, IEC, CEN/ISSS) sind dabei an der Formulierung ein E-Learning Qualitätsstandards beteiligt, z. B. ISO/IEC 19796-1:2005, Informationstechnik – Lernen, Ausbilden und Weiterbilden – Qualitätsmanagement, -sicherung und -metriken. So können durch vergleichbare und allgemein verständliche Anforderungen und Kriterien die Bedürfnisse der Nutzer, Käufer und Anbieter besser aufeinander abgestimmt werden. Dabei ist es von großer Wichtigkeit, Qualitätsentwicklung nicht nur als eine Beilage des E-Learning, z. B. in Form eines für sich stehenden Evaluationsansatzes am Ende eines Kurses, zu betrachten. Denn es handelt sich bei der Qualitätsentwicklung um einen Schlüsselaspekt, der bei der Entwicklung und Durchführung von E-Learning-Kursen und -programmen immer zum Tragen kommt. Um mehr Transparenz über die Qualität einer Lösung für die Anwender und um die Wahrnehmung der Qualität von E-Learning-Angeboten am Markt zu erhöhen, gibt es einige Initiativen, Gütesiegel für gutes E-Learning zu etablieren, z. B. das Gütesiegel des E-Learning Verbands vebn oder das eLearning-Label der Ruhr-Universität Bochum.

### Evaluation von E-Learning-Angeboten
Mit dem Begriff Evaluation, der sich seit den 1970er Jahren im Bildungsbereich durchgesetzt hat, werden Dinge wie Qualitätskontrolle, Qualitätssicherung, Bewertung oder Wirkungskontrolle beschrieben. Da eine Vielzahl von multimedialen Lernangeboten am Markt miteinander konkurriert, ist dieser Qualitätsgedanke auch im E-Learning-Bereich bedeutsam.
Evaluation kann während des Entwicklungsprozesses als prozessbegleitende oder nach der Entwicklung als produktbewertende Evaluation durchgeführt werden.
Die prozessbegleitende, auch formative Evaluation dient der Beurteilung und Verbesserung des Programms während der Entwicklungsphase. Sie kann als schrittweise Optimierung des Gesamtproduktes gesehen werden, um Fehlentwicklungen vorzubeugen und das System optimal an die Bedürfnisse der Zielgruppe anzupassen.
Bei der produktbewertenden, auch summativen, Evaluation steht die abschließende Qualitätsbewertung im Vordergrund. Es gilt anhand verschiedener Evaluationskriterien das Ergebnis, den Erfolg oder den Nutzen der Maßnahme zu bewerten.
Das Spektrum der produktbewertenden Evaluationskriterien variiert dabei je nach Evaluationsfokus.
Mögliche Kriterien und deren Systematisierung:
Inhalt/Korrektheit
- Tiefe, Schwierigkeitsgrad, Aktualität, Umfang, Komplexität sind angemessen
- Praxisbezug (Inhalte entsprechen aktuellen Kenntnisstand)
- Fehlerfreiheit (Keine inhaltlichen oder fachlichen Fehler)

Didaktische Gestaltung
- Wird das Vorwissen beachtet? (Einstiegstest),
- Werden Lerninhalte darauf abgestimmt?
- Gibt es Hilfen und Rückmeldungen?
- Interaktionsmöglichkeiten mit anderen Lernenden (Kommunikation, Kooperation und Kollaboration) und Begleitung durch Tutoren
- Möglichkeit zu Selbstbestimmung (Lehrstoff, Aufgaben, Aufgabenschwierigkeit usw.)?
- Lernwirksamkeitskontrolle (Werden Lernergebnisse gemessen?)
- Werden didaktische Prinzipien umgesetzt, die in der jeweiligen Disziplin als sinnvoll erachtet werden, z. B. in der beruflichen Bildung Situiertes Lernen.

Usability
- Selbstbeschreibungsfähigkeit: Ist das Produkt einfach zu benutzen bzw. selbstbeschreibend?
- Benutzerfreundlichkeit: Entsprechen Funktionsumfang und Leistungsfähigkeit des Produkts dem technologischen State-of-the-Art?
- Benutzerführung, Navigationsstruktur, Navigationsmöglichkeiten (Ist stets erkennbar, wo man sich im Programm befindet, wie man dorthin gelangt ist und welche weiteren Alternativen man hat?)
- Sind Orientierungs- und Navigationselemente klar in ihrer Funktion erkennbar?
- Orientierung: Ist vor Lernbeginn der persönliche Nutzen für den Lernaufwand abzuschätzen?
- Interaktionsfeedback: Gibt es Rückmeldungen über Interaktion?

Mediendesign
- Ist das Produkt ästhetisch attraktiv, einheitlich und funktional gestaltet?
- Unterstützt das Design die Interaktion zwischen Benutzer und Produkt?
- Sind Medienelemente wie Text, Bild, Audio, Video, farbliche Gestaltung usw. angemessen eingesetzt?
- Werden verständliche, der Zielgruppe bekannte Metaphern und Icons eingesetzt?

## Ausbildung für E-Learning
Die Konzeption und Entwicklung von E-Learning-Angeboten erfordert vielfältige Kompetenzen im Schnittfeld zwischen Mediendidaktik, -informatik, -gestaltung und Betriebswirtschaft. Sie werden in konventionellen Studiengängen bislang selten vermittelt. Mit zunehmendem Interesse sowohl der Wirtschaft als auch von Bildungsinstitutionen an E-Learning Mitte der 1990er Jahre entstand eine Nachfrage nach „E-Learning-Experten“, die in der Lage sind, E-Learning-Angebote zu planen, umzusetzen und ein-/durchzuführen. Standen zunächst vor allem technische Kompetenzen im Vordergrund, rückten später konzeptionelle Kenntnisse und Fertigkeiten aus der Mediendidaktik in den Vordergrund.
Die Nachfrage wurde zunächst stark durch Quereinsteiger bedient, später durch Absolventen von z. B. Fachhochschul-Studiengängen, die Anfang und Mitte der 1990er Jahre verstärkt interdisziplinäre Studiengänge (etwa der Medieninformatik oder Informationsdesign) aufsetzten. Als Zusatzqualifikation entwickelten sich Weiterbildungsangebote als Zertifikatskurse oder Master-Studienprogramme. Sie richten sich an Personen, die bereits in dem Bereich tätig sind, oder in diesem Bereich tätig werden wollen. Bspw. gibt es an der tele-akademie der Hochschule Furtwangen seit 1998 den berufsbegleitenden Zertifikatskurs „Experte/Expertin für Neue Lerntechnologien“, der als Blended Learning-Programm angeboten wird. Seit 1999 wird in der Schweiz der tertiäre berufsbegleitende Masterstudiengang „E-Learning und Wissensmanagement“ angeboten.
Die Universität Duisburg-Essen bietet seit 2003 unter Leitung von Prof. Michael Kerres das modulare Studienprogramm Educational Media an, das online und berufsbegleitend studiert werden kann. Das akkreditierte Programm kann am Duisburg Learning Lab der Universität mit einem Zertifikat oder einem Master of Arts abgeschlossen werden. An der Universität Rostock gibt es seit 2004 den berufsbegleitenden Masterstudiengang „Medien und Bildung“. Die Fernuniversität Hagen bietet darüber hinaus einen weiterbildenden Masterstudiengang „e-education“ an.

## E-Learning als Fernunterricht mit elektronischen Medien
Fernunterricht im Sinne des FernUSG ist jede Vermittlung von Kenntnissen und Fähigkeiten:
(1) auf vertraglicher Grundlage,
(2) gegen Entgelt,
(3) die ausschließlich oder überwiegend über eine räumliche Distanz erfolgt, und
(4) bei der der Lehrende oder sein Beauftragter den Lernerfolg überwachen,
dann handelt es sich dabei laut Definition des Fernunterrichtsschutzgesetzes (FernUSG) von 1977 um Fernunterricht. Solche E-Learning-Angebote bedürfen in Deutschland einer Zulassung durch die Staatliche Zentralstelle für Fernunterricht (ZFU), bevor sie an den Markt gehen (im Oktober 2009, hat der Bundesgerichtshof entschieden, dass wenn eine Zulassung nicht vorliegt, dass dann gezahlte Kursentgelte zurückbezahlt werden müssen. Entscheidendes Merkmal: Die Lernerfolgsüberwachung kann in Form von Korrektur- und Prüfungsaufgaben sowohl während der häuslichen Selbstlernphase als auch während des begleitenden Unterrichts vorgenommen werden; ausreichend ist allerdings auch eine einmalige Abschlussprüfung nach Durchführung des Fernunterrichts. Zur Überwachung des Lernerfolgs ist es nach der Rechtsprechung ausreichend, dass der Lernende die Möglichkeit hat, durch mündliche Fragen zum erlernten Stoff eine individuelle Kontrolle des Lernerfolgs durch den Lehrenden oder seinen Beauftragten zu erhalten).
Die ZFU registriert auch nicht zulassungspflichtige Fernlehrgänge („Hobby-Lehrgänge“, die ausschließlich der Freizeitgestaltung dienen). Der Vertrieb dieser Lehrgänge ist der ZFU anzuzeigen. Die Entscheidung, ob es sich tatsächlich um einen „Hobby-Lehrgang“ handelt, liegt bei der ZFU. Die Fernunterrichtsverträge solcher Fernlehrgänge unterliegen ebenfalls dem FernUSG und werden von der ZFU geprüft. Hierbei handelt es sich um eine besondere Regelung für deutsche Anbieter (daneben, im Jahre 2000, hat die Europäische Union eine „Fernabsatzrichtlinie“ für alle Partnerländer vorgegeben, die ihr Vorbild im deutschen Fernunterrichtsschutzgesetz hat). 2005 waren von den 2097 staatlich zugelassenen Fernlehrgängen 632 – also: 31 % – als E-Learning-Kurse klassifiziert. Über 80 % aller Fernschulen unterstützen ihre Fernlehrgänge mittlerweile elektronisch. Damit verwischt die Grenze zwischen klassischem Fernunterricht und E-Learning.